# TV2 (ノルウェー)
TV2は、ノルウェーのベルゲンに拠点を置くテレビ局。1992年開局。欧州放送連合の正会員。
TV2グループを構成する会社の一つ。

## 概要
1990年、ノルウェー議会は、ノルウェー放送協会に続くテレビ局の作成を承認した。
1991年にTV2はベルゲンで設立され、同年中に放送免許を取得、1992年9月5日に開局した。
開局当初、国内の世帯カバー率は約60％にとどまったが、1994年にはカバー率90%を突破した。
2009年6月25日、TV2が出資する有料放送局RiksTVがHD放送を開始した。
2012年1月、デンマークのメディア大手であるエグモントグループが、TV2グループの株をすべて取得した。

## 主なチャンネル
- TV 2 HD - HD放送チャンネル[5]
- TV 2 Zebra
- TV 2 Livsstil - ライフスタイルに特化。20〜49歳の視聴者を対象としたチャンネル[6]。
- TV 2 Humor - ユーモア、コメディーに特化
- TV 2 Nyhetskanalen - ニュースチャンネル
- TV 2 Sport - スポーツチャンネル
- TV 2 Sport Premium - 旧名：TV 2 Barclays Premier League HD

### かつて存在したチャンネル
- TV 2 Filmkanalen - 映画チャンネル（2006年〜2015年）
- TV 2 Science Fiction - スウェーデンTV4との提携で開局したサイファイチャンネル。インターネットでのみ放送した。（2009年〜2011年）
- TV 2 Bliss - 女性をターゲットにしたチャンネル。2010年から2015年まで存在した。